# Ла-Колорада (муниципалитет)
Ла-Колорада (исп. La Colorada) — муниципалитет в Мексике, штат Сонора, с административным центром в одноимённом посёлке. Численность населения, по данным переписи 2020 года, составила 1848 человек.

## Общие сведения
Название La Colorada в переводе с испанского — красный, дано по цвету руды, добывавшейся на местных шахтах.
Площадь муниципалитета равна 4122,1 км², что составляет 2,3 % от площади штата, а наиболее высоко расположенное поселение Эль-Чола, находится на высоте 885 метров.
Он граничит с другими муниципалитетами Соноры: на севере с Масатаном и Вилья-Пескейрой, на востоке с Сойопой и Сан-Хавьером, на юге с Суаки-Гранде и Гуаймасом, на северо-западе с Эрмосильо.

## Учреждение и состав
Муниципалитет был образован 28 июня 1934 года, по данным 2020 года в его состав входит 92 населённых пункта, самые значимые из которых:
| Код INEGI                  | Населённый пункт                                                                          | Численность населения (2005 год) | Численность населения (2010 год) | Численность населения (2020 год) |
| -------------------------- | ----------------------------------------------------------------------------------------- | -------------------------------- | -------------------------------- | -------------------------------- |
| 021                        | Всего                                                                                     | 1754                             | 1663                             | 1848                             |
| 0061                       | Текорипа (исп. Tecoripa) 28°37′25″ с. ш. 109°57′14″ з. д.                                 | 523                              | 525                              | 738                              |
| 0001                       | Ла-Колорада (исп. La Colorada) 28°48′10″ с. ш. 110°34′50″ з. д. (административный центр)  | 288                              | 274                              | 394                              |
| 0014                       | Кобачи (исп. Cobachi) 28°53′47″ с. ш. 110°14′57″ з. д.                                    | 350                              | 266                              | 226                              |
| 0062                       | Эстасьон-Торрес (исп. Estación Torres (Estación Serdán)) 28°45′49″ с. ш. 110°46′13″ з. д. | 178                              | 125                              | 134                              |
| 0057                       | Сан-Хосе-де-Пимас (исп. San José de Pimas) 28°42′50″ с. ш. 110°20′51″ з. д.               | 136                              | 153                              | 116                              |
| 0025                       | Ла-Галера (исп. La Galera) 28°52′41″ с. ш. 110°15′16″ з. д.                               | 43                               | 48                               | 31                               |
| —                          | Прочие                                                                                    | 236                              | 272                              | 209                              |
| Названия на карте Генштаба |                                                                                           |                                  |                                  |                                  |

## Экономическая деятельность
По статистическим данным 2000 года, работоспособное население занято по секторам экономики в следующих пропорциях:
- сельское хозяйство, скотоводство и рыбная ловля — 40,4 %;
- промышленность и строительство — 32,7 %;
- торговля, сферы услуг и туризма — 25,5 %;
- безработные — 1,4 %.

## Инфраструктура
По статистическим данным 2020 года, инфраструктура развита следующим образом:
- электрификация: 96,2 %;
- водоснабжение: 86,7 %;
- водоотведение: 96,8 %.